# آوریل داوودی
حاخام اوریئل داویدی از رهبران به نام مذهبی دین یهود بوده‌است. وی در سال ۱۹۲۲ (میلادی) در شهر خوانسار در استان اصفهان متولد شد و سال ۲۰۰۶ در اسرائیل درگذشت.

## زندگی‌نامه

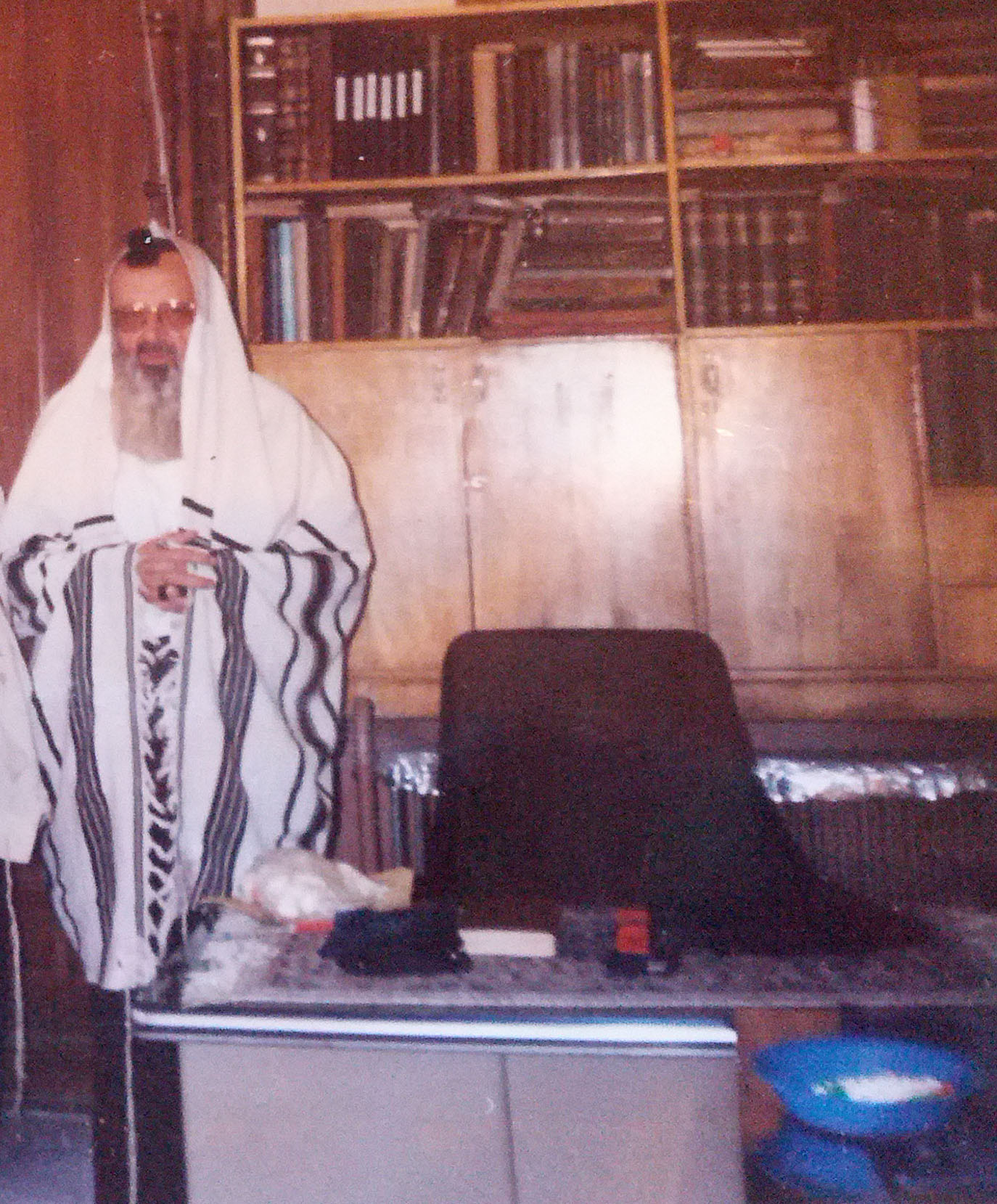

او فرزند حاخام مئیر داویدی است که در سال ۱۹۲۲ در خوانسار به دنیا آمد. علاوه بر کسب علم از پدر، در مکاتب دیگر روحانیون برجسته خوانسار، حاخام شلومو میرزا سلیمان کلیمی، «ملایعقوب» و فرزندش «ملا یهودا» توانست در مدت کوتاهی اصول شریعت و آئین یهود، توراه میشنا، گمارا و دیگر مدارج عالیه فقه را فرا گیرد. خانواده او سپس به تهران مهاجرت کردند.
حاخام اوریئل به همراه حاخام یدیدیا شوفط از مهمترین رهبران یهودیان ایران بود و همه ساله به عنوان نماینده یهودیان به ملاقات محمد رضا شاه پهلوی می‌رفت.
حاخام اوریئل پس از هفده شهریور ۱۳۵۷ به طرفداران انقلاب پیوست و نقش مؤثری در سازمان جامعه روشنفکران یهودی داشت. بعد از انقلاب اسلامی او به همراه دیگر سران جامعه یهودی با رهبران انقلاب دیدار کردند و حقوق جامعه یهودی را تضمین نمودند.
بعد از اینکه حاخام یدیدیا شوفط از ایران به آمریکا رفت خاخام اوریئل داویدی رهبر جامعه یهودیان ایران شد و این سمت را تا سال ۱۹۹۴ حفظ کرد. او هر هفته در کنیسه دروازه دولت به سخنرانی می‌پرداخت و همچنین در مراسمهای ازدواج به عنوان عاقد شرکت می‌کرد. وی همچنین مسئول ختنه کردن کودکان (موهل) نیز بود.
او در سال ۱۹۹۴ از ایران به اسرائیل مهاجرت کرد و در اورشلیم ساکن شد. یکی از فرزندان او حاخام نیسیم داویدی است که مسئول جامعه ربانی کالیفرنیا است.